# هارفي إليوت
هارفي سكوت إليوت (بالإنجليزية: Harvey Elliott؛ مواليد 4 أبريل 2003) هو لاعب كرة قدم إنجليزي يلعب في مركز الجناح مع نادي ليفربول.

## مسيرته الكروية

### فولهام
شارك إليوت في أول مباراة له مع نادي فولهام عندما كان عمره 15 عامًا في كأس الرابطة الإنجليزية في 25 سبتمبر 2018 ضد ميلوول. ظهر إليوت كبديل عن فلويد أييتي في الدقيقة 81 حيث كان فولهام متقدم بالنتيجة 3–1 (النتيجة التي انتهت المباراة بها). بعمر 15 عامًا و 174 يومًا، أصبح أصغر لاعب يشارك في المسابقة عبر التاريخ. في 4 مايو 2019 في مباراة خارج أرضه ضد وولفرهامبتون واندررز، أصبح إليوت أصغر لاعب يشارك في الدوري الإنجليزي الممتاز في سن 16 و30 يومًا، حيث دخل كبديل في الدقيقة 88. وكسر الرقم السابق الذي كان يحمله أيضًا لاعب فولهام السابق ماثيو بريجز، الذي شارك في عمر 16 عامًا و68 يومًا في عام 2007.

### ليفربول
في يوليو 2019، ارتبط اسمه بنادي ليفربول، كما تلقى اهتمامًا من ريال مدريد وباريس سان جيرمان. في 28 يوليو، وقع مع ليفربول مقابل رسوم لم يكشف عنها. في نفس اليوم، شارك في أول مباراة له مع النادي كبديل، في مباراة الهزيمة 3–0 في المباراة الودية أمام نابولي. شارك لأول مرة مع النادي في 25 سبتمبر 2019 في مباراة كأس الاتحاد الإنجليزي ضد ميلتون كينز دونز. عند قيامه بذلك، في سن 16 عامًا و174 يومًا، أصبح أصغر لاعب على الإطلاق يشارك كأساسي في مباراة للنادي، وثاني أصغر لاعب يشارك في مباراة رسمية خلف جيرومي سينكلير. في الشهر التالي، خلال مباراة فوز النادي بركلات الترجيح 5–5 (5–4) على أرسنال في الجولة التالية من المسابقة، أصبح إليوت أصغر لاعب يشارك كأساسي في مباراة على أرض ملعب ليفربول، ملعب أنفيلد، في سن 16 سنة و209 يومًا. في 2 يناير 2020، شارك لأول مرة في الدوري الإنجليزي الممتاز مع ليفربول، ليحل محل محمد صلاح قبل دقيقة واحدة من صافرة النهاية في مباراة الفوز 2–0 على أرضه ضد شيفيلد يونايتد.
وقع إليوت أول عقد احترافي له مع ليفربول في 6 يوليو 2020.

### بلاكبيرن روفرز
في أكتوبر 2020، انضم إليوت إلى نادي بلاكبيرن روفرز في دوري البطولة الإنجليزية على سبيل الإعارة لمدة موسم. شارك إليوت لأول مرة في الدوري مع بلاكبيرن في خسارته 3–1 خارج أرضه أمام واتفورد في 21 أكتوبر 2020. سجل هدفه الأول للنادي في مباراة الفوز 4–0 خارج أرضه أمام كوفنتري سيتي في 24 أكتوبر 2020.
في ديسمبر 2020، سجل هدفه الثاني للنادي في مواجهتهم ضد ميلوول.

## مسيرته الكروية
تلقى إليوت أول استدعاء له لمنتخب إنجلترا تحت 17 سنة في أكتوبر 2018. وفي الشهر التالي، سجل هدفه الأول في هذا المستوى العمري خارج أرضه أمام جمهورية أيرلندا.
ساعد إليوت منتخب إنجلترا تحت 17 سنة في كأس سيرينكا 2019 في 10 سبتمبر 2019 بتسجيله الهدف الافتتاحي في النهائي من ركلة جزاء بالتعادل 2–2 مع مضيفه بولندا قبل أن يفوز فريقه بنتيجة 3–1 في ركلات الترجيح.

## الإحصائيات
آخر تحديث 29 ديسمبر 2020.
| النادي                 | الموسم   | الدوري                  | الدوري | الدوري  | كأس الاتحاد الإنجليزي | كأس الاتحاد الإنجليزي | كأس الرابطة الإنجليزية | كأس الرابطة الإنجليزية | أخرى   | أخرى    | المجموع | المجموع |
| النادي                 | الموسم   | الدرجة                  | الظهور | الأهداف | الظهور                | الأهداف               | الظهور                 | الأهداف                | الظهور | الأهداف | الظهور  | الأهداف |
| ---------------------- | -------- | ----------------------- | ------ | ------- | --------------------- | --------------------- | ---------------------- | ---------------------- | ------ | ------- | ------- | ------- |
| فولهام تحت 21 سنة      | 2018–19  | —                       | —      | —       | —                     | —                     | —                      | —                      | 1      | 0       | 1       | 0       |
| فولهام                 | 2018–19  | الدوري الإنجليزي        | 2      | 0       | 0                     | 0                     | 1                      | 0                      | —      | —       | 3       | 0       |
| ليفربول تحت 21 سنة     | 2019–20  | —                       | —      | —       | —                     | —                     | —                      | —                      | 1      | 1       | 1       | 1       |
| ليفربول                | 2019–20  | الدوري الإنجليزي        | 2      | 0       | 3                     | 0                     | 3                      | 0                      | 0      | 0       | 8       | 0       |
| ليفربول                | 2020–21  | الدوري الإنجليزي        | 0      | 0       | 0                     | 0                     | 1                      | 0                      | 0      | 0       | 1       | 0       |
| ليفربول                | المجموع  | المجموع                 | 2      | 0       | 3                     | 0                     | 4                      | 0                      | 0      | 0       | 9       | 0       |
| بلاكبيرن روفرز (إعارة) | 2020–21  | دوري البطولة الإنجليزية | 17     | 4       | 0                     | 0                     | 1                      | 0                      | —      | —       | 18      | 4       |
| الإجمالي               | الإجمالي | الإجمالي                | 21     | 4       | 3                     | 0                     | 5                      | 0                      | 2      | 1       | 31      | 5       |

1. 1 2  المباريات في كأس دوري كرة القدم الإنجليزية

## الإنجازات
ليفربول
- كأس السوبر الأوروبي: 2019[28]
- كأس العالم للأندية: 2019[29]
- الدوري الإنجليزي الممتاز: 2019–20 [30]

إنجلترا تحت 17 سنة
- كأس سيرينكا: 2019[23]

## وصلات خارجية
- هارفي إليوت على موقع الاتحاد الأوربي (الإنجليزية)
- هارفي إليوت على موقع إي إس بي إن إف سي (الإنجليزية)
- هارفي إليوت على موقع قاعدة بيانات كرة القدم.إي يو (الإنجليزية)
- هارفي إليوت على موقع ليكيب (الفرنسية)
- هارفي إليوت على موقع Soccerbase.com (لاعب) (الإنجليزية)
- هارفي إليوت على موقع Soccerway.com (الإنجليزية)
- هارفي إليوت على موقع عالم كرة القدم.نت (الإنجليزية)
- هارفي إليوت على موقع AS.com (الإسبانية)
- Profile at the Liverpool F.C. website
- هارفي إليوت  على سكروي

| السجلات                        | السجلات                                                                | السجلات |
| ------------------------------ | ---------------------------------------------------------------------- | ------- |
| سبقه ماثيو بريجز 16 سنة 65 يوم | أصغر لاعب في الدوري الإنجليزي الممتاز 16 سنة 30 يوم 4 مايو 2019 – الآن | الحالي  |